# مارکو آنتونیو دوس سانتوس
مارکو آنتونیو دوس سانتوس (به پرتغالی: Marco Aurélio Cunha dos Santos) مدافع اهل برزیل است که در شهر ریودو ژانیرو و در تاریخ ۱۸ فوریهٔ ۱۹۶۷ به دنیا آمده است.
مارکو آنتونیو دوس سانتوس در تیم‌های فوتبال América (RJ) سابقهٔ حضور دارد.